# Pak Luang
Pak Luang est un village du Laos situé dans la province de Luang Prabang, dans le district de Ngoy.